# فرانچسکو فاواسولی
فرانچسکو فاواسولی (انگلیسی: Francesco Favasuli؛ زادهٔ ۲۴ اوت ۱۹۸۳) بازیکن فوتبال اهل ایتالیا است.
از باشگاه‌هایی که در آن بازی کرده‌است می‌توان به باشگاه فوتبال رجینا، باشگاه فوتبال آسکولی، باشگاه فوتبال پیزا، و باشگاه فوتبال مسینا اشاره کرد.